# Sords
Sords es una entidad de población española del municipio de Cornellá del Terri, perteneciente a la provincia de Gerona, en la comunidad autónoma de Cataluña. En 2022, tenía empadronados 183 habitantes.

## Turismo
Puente medieval: Es una estructura conformada por tres arcos sobre el río Terri. Sus arcos son construidos con sillares de tamaño regular. Los dos arcos laterales más pequeños son parcialmente cegados. Algunos fragmentos de este puente fueron reconstruidos con hormigón, que resulta visible.